# Дёмкино (Чувашия)
Дёмкино (офиц. Демкино; чув. Кĕçĕн Чураш) — деревня в Тораевском сельском поселении Моргаушского района Чувашской Республики.

## География
Расстояние до столицы республики — города Чебоксары — 69 км, до районного центра — села Моргауши — 22 км, до железнодорожной станции (Чебоксары) — 69 км.

## История
Деревня Дёмкино появилась в конце XVIII века как выселок села Большое Чурашево (ныне — в Ядринском районе). Жители до 1866 года — государственные крестьяне; занимались земледелием, животноводством, столярно-токарным, портняжным промыслами. 

В 1929 году образован колхоз «Броневик». По состоянию на 1 мая 1981 года деревня Дёмкино Тораевского сельского совета — в составе колхоза им. Суворова:97.
Религия
В конце XIX — начале XX века жители деревни были прихожанами церкви церкви села Большое Чурашево (Построена в 1892 году на средства казны и прихожан, деревянная, однопрестольная во имя Святителя Гурия Казанского Чудотворца).
Административно-территориальная принадлежность
В составе: Тораевской волости Ядринского уезда (до 1 октября 1927 года), Ядринского (до 17 марта 1939 года), Советского (до 27 ноября 1956 года), Моргаушского (до 14 июля 1959 года), Сундырского (до 20 декабря 1962 года), Ядринского (до 11 марта 1964 года) районов. С 11 марта 1964 года — в составе Моргаушского района:150. 

Сельские советы: с 1 октября 1927 года — Анаткасинский, с 1 октября 1928 года — Тойшевский, с 17 июня 1954 года — Тораевский:150.

## Название
Чораш — чувашское имя (чора «мальчик, слуга, земледелец, друг»). Рус. название, скорее всего, произошло от рус. имени Дема (Демьян).— Географические названия Чувашской Республики.
Исторические и прежние названия
Исторические: Еманей, Яманей-касы, Ямани-касы, Яманов, Дёмкин. Прежние: Дёмкин (Яманейкасы) (1859).

## Население
| 2010 | 2012 |
| ---- | ---- |
| 155  | ↗180 |

В 1795 году — 84 двора. В 1859 году в казённом околотке Дёмкин (Яманейкасы) в 31 дворе насчитывалось 72 мужчины и 86 женщин. Согласно переписи населения 1897 года в деревне Демкина Тораевской волости Ядринского уезда проживал 171 человек, чуваши. В 1907 году население деревни Демкина составляло 178 человек, чуваши. В 1924 году деревня состояла из 38 дворов, проживали 163 человека. По данным Всероссийской переписи населения 2002 года в деревне проживали 172 человека, преобладающая национальность — чуваши (99 %).

## Инфраструктура
Функционирует СХПК им. Суворова (по состоянию на 2010 год). Имеется магазин.

Проведён водопровод, деревня газифицирована.